# Ассоциация независимых телекомпаний
Ассоциация независимых телекомпаний — акционерное общество закрытого типа с конца января по конец марта являвшееся одним из акционеров АОЗТ «Общественное российское телевидение». Участниками его являлись АОЗТ "Телекомпания «ВИД», АОЗТ "Телекомпания «РЕН ТВ», АОЗТ "Телекомпания «Авторское телевидение», осуществлявшие подготовку телепередач по заказу Российской государственной телерадиокомпании «Останкино». Основана в ноябре 1994 года. Президентом его являлась президент АОЗТ "Телекомпания «РЕН ТВ» Ирена Лесневская. Выступило с инициативой создания телекомпании для вещания по 1-й телепрограмме, контролировавшейся участниками ассоциации. 24 января 1995 года было основано АОЗТ «Общественное российское телевидение», предусмотренное ещё указом Президент Российской Федерации от 29 ноября 1994 года «О совершенствовании эксплуатации первого частотного (г. Москва) канала телевидения и сети его распространения», и которому с 1 апреля 1995 года должно было перейти вещание по 1-й телепрограмме, ассоциация получила лишь 3 % акций которого, крупнейший пакет акций получил Государственный комитет РФ по управлению имуществом (36 %), второй по величине — Российская государственная телерадиокомпания «Останкино» (9 %, в предложении выдвигавшемся ассоциацией её участие вообще не предусматривалось, вместо неё предусматривалась доля АОЗТ «РТВ-Пресс»), по 8 % — АОЗТ «Логоваз» — 8 % и Объединённый банк — 8 %, по 5 % — Альфа-банк, Банк Менатеп, АО «Микродин», Банк «Национальный кредит», Столичный банк сбережений, по 3 % — РАО «Газпром», государственные предприятия «ИТАР-ТАСС», «Телевизионный технический центр», а вскоре ассоциация вышла из числа акционеров.
Кроме того, в состав учредителей планировалось ввести компании АМИК (КВН) Александра Маслякова, "Игра" Владимира Ворошилова и "Юникс" Юрия Николаева .

## Руководители
Президенты
- Ирена Лесневская (1994—1997)